# Francesco Coletti
Francesco Coletti (San Severino Marche, 10 settembre 1866 – San Severino Marche, 19 dicembre 1940) è stato un economista e statistico italiano.

## Biografia
Possidente di piccola nobilità, Coletti si diplomò al liceo classico di Senigallia e si laureò poi in Giurisprudenza alla Sapienza - Università di Roma. La sua tesi, diretta da Angelo Messedaglia, verteva sull'attualissima inchiesta Jacini, da poco conclusasi. Andò a perfezionarsi all'Università degli Studi di Pavia con Luigi Cossa e poi rimase un anno presso Achille Loria a Padova.
Da Loria, Coletti apprese il materialismo storico, cui aderì, divenendo un simpatizzante del socialismo, per spostarsi, ai primi del Novecento sulle posizioni del Partito Radicale Italiano di Francesco Saverio Nitti. In questo periodo, polemizza con Vilfredo Pareto dalla nittiana Riforma Sociale.
Nel 1898 era succeduto a Ghino Valenti come Segretario Generale della Società degli agricoltori italiani, posto che tenne fino al 1904. In quell'anno divenne professore ordinario di Statistica all'Università degli Studi di Sassari. Dal 1906 fu ordinario di Demografia e Statistica all'Università degli Studi di Pavia, insegnando anche all'Università Bocconi di Milano, ove ebbe tra i suoi allievi Marcello Boldrini.
Fra il 1907 e il 1911 fu Segretario dell'Inchiesta Faina sulle condizioni dei contadini nelle province meridionali e nella Sicilia, per la quale stese i questionari e coordinò il lavoro dei delegati tecnici.  Nel 1913, insieme a Valenti, fece parte della missione d'inchiesta nella Tripolitania. Nel 1910 fu nominato nel Consiglio Superiore di Statistica, posto che occupò fino al 1926, nonostante la sua scarsa simpatia per il regime fascista.
In economia fu moderatamente protezionista e attento ai fattori sociali ed extraeconomici della vita economica. La statistica era per lui la scienza che discrimina preliminarmente gli aspetti quantitativi dei fenomeni sociali. La comprensione delle cifre non poteva prescindere, però, dall'analisi dei fatti extraeconomici e non quantificabili.

## Scritti
Fra i suoi principali lavori ricordiamo:
- Del valore statistico delle cifre del commercio internazionale, Torino, Fratelli Bocca, 1903.
- Classi sociali e delinquenza in Italia nel periodo 1891-1900 con particolare considerazione delle classi rurali dell'Italia meridionale [...], Roma, Tipografia nazionale Bertero, 1910.
- Dell'emigrazione italiana, Milano, U. Hoepli, 1912.
- Studii sulla popolazione italiana in pace e in guerra, Bari, Laterza, 1923.
- Economia rurale e politica rurale in Italia : raccolta di studi, Piacenza, Federazione italiana dei consorzi agrari, 1926.
- Problemi di statistica economica, prefazione di Giorgio Mortara, Milano, A. Giuffrè, 1937.